# Jackie Jackson
Sigmund Esco "Jackie" Jackson (n. 4 mai 1951, Gary, Indiana, SUA) este un cântăreț și compozitor american cel mai cunoscut ca membru fondator al The Jackson 5. Jackie este al doilea copil al familiei Jackson și cel mai mare frate din familia Jackson.

## Copilăria
Sigmund Esco Jackson s-a născut când la mama sa, Katherine a împlinit 21 de ani, în 1951. Supranumit Jackie de bunicul său, preluat de la Jackson Boy, el provenea dintr-o familie de culoare de clasă muncitoare. El, împreună cu frații și surorile sale au crescut într-o casă cu două camere din Gary, Indiana, un oraș industrial din afara Chicago-ului. În 1964, tatăl lui Jackie, Joseph, a format grupul de cântăreți Jackson Brothers, care i-a inclus pe Jackie și pe frații săi, Tito și Jermaine. În grup au incluși si frații mai mici, Marlon și Michael care cântau instrumente de percuție asortate. Până în 1966, Joseph l-a făcut pe Michael cântărețul principal și, în termen de doi ani, au apărut profesional sub numele de Jackson Five, care a fost ulterior modificat la numărul 5 după semnarea cu Motown în 1969. Înainte de a semna cu Motown, Jackson a vrut să urmărească o carieră în baseball-ul profesional.

## Cariera
Jackson a interpretat cu o voce care cânta la un tenor înalt. El a adăugat scurte părți de conducere în unele dintre piesele de succes ale lui Jackson 5, inclusiv „I Want You Back” și „ABC”. În 1973, a lansat un album solo, care nu a avut succes. După ce Jackson 5 a devenit Jacksons după părăsirea Motown-ului pentru CBS Records în 1976, rolul lui Jackson ca vocalist și compozitor a crescut. El a fost adăugat ca o voce principală, alături de fratele său, Michael, în single-ul lor Top Epic, „ Enjoy Yourself ”, și a adăugat și compoziții pe șase dintre albumele grupului cu Epic. Vocea lui Jackson s-a schimbat într-un stil vocal de tenor inferior în anii Epic. Una dintre cele mai de succes compoziții ale lui Jackson a fost co-scris cu Michael, "Can you feel it", care a devenit un hit internațional în 1981. Jackson a început să interpreteze mai multe voci de cobducere în timp ce Michael a urmărit o carieră solo de succes. Pe albumul lor din 1984, Victory, Jackie a interpretat rolul principal pe piesa "Așteaptă", în timp ce scria single-ul "Torture". Înainte de începerea turneului "Victory"" în 1984, el a suferit ceea ce a fost descris oficial ca o leziune la genunchi suferită în timpul repetițiilor.  Cu toate acestea, o fostă însoțitoare a lui Jermaine Jackson, Margaret Maldonado, a scris în cartea ei din 1995, Jackson Family Values, că Jackson era rănit într-un accident de automobil, din  cauza soției sale de atunci, Enid Jackson, care fugea după el cu mașina, după ce l-a prins cu coregraful și apoi membră a Laker Girls - Paula Abdul.  Jackson și-a revenit suficient de bine pentru a cânta în ultima etapă de spectacole în decembrie 1984, în Los Angeles, unde Michael a anunțat că va părăsi grupul. La începutul anului 1985, Marlon Jackson s-a alăturat lui Michael și a părăsit grupul.
Jackie, Tito și Randy au devenit în această perioadă muzicieni, vocaliști și producători. În 1987, Jackie, Randy, Tito și Jermaine s-au reformat ca Jacksons și au înregistrat „Time Out for the Burglar”, melodia tematică pentru filmul Burglar. Single-ul a fost un hit minor din R&B în SUA, dar a avut mai mult succes în Belgia, unde a ajuns în top 40 pe locul 17 timp de două săptămâni consecutive. The Jacksons a contribuit, de asemenea, la susținerea vocalelor la piesa de titlu produsă de Tito din albumul lui Tramaine Hawkins din 1987, Freedom. La sfârșitul anului 1988, Jacksons și-a propus să înregistreze albumul lor final Epic, 2300 Jackson Street, care i-a inclus pe Jackie și Jermaine, care au împărțit principalele melodii. 2300 Jackson Street nu a avut succes, în ciuda succesului condus de Randy și Jermaine "Nothin '(That Compares 2 U)". Randy nu a participat la o mare parte din promovarea albumului, deoarece lucra la proiectul său solo, lăsându-i pe Jackie, Tito și Jermaine să promoveze albumul în mare parte peste mări. După aceea, grupul a renunțat la casa de discuri și fiecare frate a intrat în proiecte solo. Jackson a semnat cu Polydor și a lansat primul său album solo în 16 ani, Be the One, la sfârșitul anului 1989. Albumul a fost un hit minor, clasat pe numărul 89 pe topurile R&B. Primul single, "Stai", a fost un hit în Top 40 R&B în timp ce, al doilea single "Cruzin" a avut un succes moderat. În 2001, după ani de zile în afara luminii, Jackie, împreună cu ceilalți frați ai săi, s-a întors pe mainstream într-un spectacol de reuniune cu Michael în timpul specialului său de 35 de ani de la Madison Square Garden.

### În prezent
În prezent locuind în Las Vegas, Jackson a condus la un moment dat două case de discuri, Jesco Records și Futurist Entertainment. Fiul său, Sigmund, Jr., cunoscut cu numele DEALZ, a lansat un mixaj  Jescoîn 2007. În 2009, el, Tito, Jermaine și Marlon au jucat în scurtul lo reality show, The Jacksons: A Family Dynasty. În 2012, cei patru și-au început primul turneu de la sfârșitul Victory Tour în 1984. Cei patru frați continuă să facă turneuri împreună, planificând în prezent să efectueze o serie de spectacole în circuitul cazinoului din Las Vegas.

## Viața personală
Jackson a fost căsătorit de trei ori și are patru copii. S-a căsătorit cu prima sa soție, Enid Adren Spann (27 iunie 1954 - 20 decembrie 1997), în noiembrie 1974, după o relație de 5 ani. A fost o căsătorie zbuciumată datorită infidelității și comportamentului volatil al lui Jackson. S-au despărțit în 1984 și Enid a depus divorțul, dar s-a împăcat în 1985. În ianuarie 1986, Enid a depus pentru divorț pentru ultima dată. Ea a primit un ordin de restricție împotriva lui Jackson după ce a acuzat că a fost abuzat fizic.  Enid a murit din cauza unui anevrism cerebral în 1997.  Au avut doi copii:  
- Sigmund Esco "Siggy" Jackson Jr. (29 iunie 1977), Siggy s-a căsătorit cu Toyia Parker pe 23 septembrie 2017 și au împreună trei copii: fiul Jared (născut în 2011) și fiicele Kai-Ari (născut în 2014) și Skyy (născut în 2018).
- Se presupune că Brandi Jackson (6 februarie 1982) a fost adoptat. [8]

În anii 1980, Jackson a fost subiectul mediatizării atunci când a avut o aventură cu starul pop Paula Paula Abdul.  Din 1989 până în 1991, Jackson a avut o relație cu actrița Lela Rochon. 
În 2001, Jackson s-a căsătorit cu a doua sa soție, Victoria Triggs. Ulterior au divorțat.  Jackson s-a căsătorit cu cea de-a treia soție, Emily Besselink, în 2012, care a născut băieți gemeni: 
- Jaylen Jackson (31 decembrie 2013).
- River Jackson (31 decembrie 2013).

## Discografie
| Jackie Jackson                                                                                   | - Lansat: October 14, 1973 - Casă de discuri: Motown - Formate: LP       | —  |
| Be the One                                                                                       | - Lansat: September 9, 1989 - Casă de discuri: Polydor - Formate: LP, CD | 84 |
| "—" indică articole care nu au fost lansate în țara respectivă sau nu au reușit să se clasifice. |                                                                          |    |

### Colaborări
| Titlul                                                                  | Anul |
| ----------------------------------------------------------------------- | ---- |
| "That's How I Feel" (DealZ featuring Jackie Jackson & Jermaine Jackson) | 2011 |

## Legături externe
- Site web oficial